# Universität der thailändischen Handelskammer
Die Universität der thailändischen Handelskammer (thailändisch มหาวิทยาลัยหอการค้าไทย, RTGS: Mahawitthayalai Hokankha Thai, englisch University of the Thai Chamber of Commerce, kurz: UTCC) ist eine private Ausbildungseinrichtung im Bezirk Din Daeng der thailändischen Hauptstadt Bangkok.
Im Jahre 1940 wurde das Handelskolleg in Bangkok eröffnet, das seinerzeit sechsmonatige und zweijährige Kurse anbot und die erste Hochschule Thailands in nichtstaatlicher Trägerschaft war. Anfangs waren etwa 300 Studenten eingeschrieben. Während der japanischen Besatzung im Zweiten Weltkrieg wurde das Handelskolleg geschlossen und erst 1963 wieder eröffnet. Die ersten Bachelor-Studiengänge wurden 1967 angeboten. An seinen heutigen Standort zog die Einrichtung 1973. Im Jahre 1984 gehörte das Handelskolleg schließlich zu den ersten vier Privathochschulen des Landes, die zu einer Universität hochgestuft wurden.
Im Mai 2012 studierten an der Universität der thailändischen Handelskammer ca. 19.269 Studenten in Bachelor- und Master-Studiengängen.

## Schulen
Es gibt insgesamt acht Fachbereiche, hier Schulen genannt:
- Wirtschaft
- Buchführung
- Handel
- Rechtswissenschaft
- Geisteswissenschaft
- Mediendesign (Communication Arts)
- Naturwissenschaften
- Ingenieurwissenschaft

## Ranking
Im QS World University Ranking 2013 belegte die Universität der thailändischen Handelskammer in Kommunikations- und Medienwissenschaften den fünften Platz innerhalb Thailands.